# Бандурівська сільська рада (Олександрійський район)
| Бандурівська сільська рада — колишній орган місцевого самоврядування у Олександрійському районі Кіровоградської області з адміністративним центром у с. Бандурівка. Сільській раді були підпорядковані населені пункти: - с. Бандурівка - с. Морозівка - с. Оліївка - с. Ясинуватка |

## Склад ради
Рада складалася з 16 депутатів та голови.

### Керівний склад ради
| ПІБ                         | Основні відомості                                                 | Дата обрання | Дата звільнення |
| --------------------------- | ----------------------------------------------------------------- | ------------ | --------------- |
| Волинець Наталія Олексіївна | Сільський голова, 1962 року народження, освіта, позапартійна      | 26.03.2006   | 31.10.2010      |
| Волинець Наталія Олексіївна | Сільський голова, 1962 року народження, освіта вища, позапартійна | 31.10.2010   | 25.10.2015      |

Примітка: таблиця складена за даними джерела

## Населення
Згідно з переписом УРСР 1989 року чисельність наявного населення села становила 2423 особи, з яких 1105 чоловіків та 1318 жінок.
За переписом населення України 2001 року в селі мешкало 1809 осіб.

### Мова
Розподіл населення за рідною мовою за даними перепису 2001 року:
| Мова       | Відсоток |
| ---------- | -------- |
| українська | 97,62 %  |
| російська  | 2,10 %   |
| молдовська | 0,17 %   |
| циганська  | 0,06 %   |